# Utricularia albocoerulea
Utricularia albocoerulea är en tätörtsväxtart som beskrevs av Dalz.. Utricularia albocoerulea ingår i släktet bläddror, och familjen tätörtsväxter. Inga underarter finns listade i Catalogue of Life.